# Gornji Vrbljani
Gornji Vrbljani (cyr. Горњи Врбљани) – wieś w Bośni i Hercegowinie, w Republice Serbskiej, w gminie Ribnik. W 2013 roku liczyła 436 mieszkańców.